# 日本の観光
日本の観光（にほんのかんこう）では、日本国内の観光の変遷について記す。日本人による国外観光については海外旅行を参照。

## 概要
日本は大幅な観光収支赤字国だったが、世界経済フォーラムによる2017年の旅行・観光競争力ランキングで136カ国中4位（アジア1位）の観光大国に変貌した。2019年の訪日外国人旅行者数は3188万人であった。2013年に日本政府は「観光イコール内需」への発想転換で「観光立国」を選択し、訪日外国人の消費金額が2012年の1兆846億円から2017年は4兆4162億円へと急増している。2019年の訪日外国人の消費金額が前年比+6.52%の4兆8,135億円に成長した。

## 日本人による国内観光

### 中世期から江戸時代
日本では 中世になると旅行が盛んになり、京都の文化人や貴族によって多くの紀行文学が残されている。中世後期、旅は更に一般的なものとなり、日本列島の各地に旅宿などが存在し、これらはどの宿場でも1泊2食付き24文で宿泊できる定額制が布かれていた。このことは中世後期には既に旅が一般化していたことの証左であり、江戸期以降に旅籠などが整備され、一般人の旅行が盛んになったとする理解は誤りであることを示している。
中世後期には草津・有馬・下呂が3名湯とされていた。有馬温泉には公家・連歌師・僧侶や足利義稙・足利義輝など武士たちも訪れ、湯治客には柄杓・楊枝・印籠・香合などが観光土産として人気だった。また戦国期の甲斐国の富士山北麓では6-7月に富士山への参詣人が多く訪れ、関銭・さい銭・宿泊などで経済的に潤っており、領主の小山田氏も撰銭令を発布し精銭の獲得に力を入れていた。
天正3年（1575年）には薩摩から島津家久が上洛し、京都とその近国を約50日に渡って観光してまわった。家久が巡った名所旧跡は京都の寺社の他、近江の三井寺、比叡山、瀬田の唐橋、伊勢神宮への参拝、奈良では東大寺、春日大社や多聞山城など多岐にわたった。
近世・江戸時代の幕藩体制においては引き続き関所や口留番所が存在し人の移動は制限されていたが、一方で江戸期には全国の諸街道や脇往還、水運や海運が発達し、旅行者向けの国絵図や道中案内記などの出版物が生まれ、これらを背景に旅が大衆化する。江戸時代には文人や武士なども諸国を旅し多くの紀行文を残しているが、庶民においても身元や旅の目的を証明する通行手形を所持していれば寺社参詣などを名目として物見遊山の旅が可能になり、旅を楽しむ人々が急増した。街道添いには旅人向けの宿場や茶屋が成立し、各地で名物の物産が生まれた。また、旅の情報は旅日記や浮世絵などの絵画資料により普及した。江戸時代には御師が庶民に伊勢信仰を広め､お蔭参りの大ブームが数回発生した。これらは現代でいう観光産業の先駆けともとれる。江戸時代は鎖国が取られており、漂流者などを除いて外国に渡航する日本人はいなかった。観光目的の外国への旅は皆無であった。

### 明治時代以降
近代には幕藩体制の解体、鉄道・汽船などの交通・物流網、情報の発達で国内の移動が容易となり、旅の情報も普及し観光を目的とした旅行は活発になり、日本各地で観光や保養を目的とした地域づくりが生まれ、観光は産業化する。国内の遠い地方に旅行することが容易になり、さらにはこの頃日本領となった朝鮮半島や台湾などに加え、満州、中国本土など近隣の国外への観光旅行も行われるようになった｡
日中戦争開戦後は、戦争特需による好景気もあり旅客需要は極めて旺盛であった。旅行雑誌は旅行の自粛を呼びかけ、1941年（昭和16年）7月には鉄道省は遊覧旅行・集団旅行を禁止したが、それでも神社仏閣参拝などの名目で国民の旅行意欲が収まることはなかった。1944年（昭和19年）4月1日施行の「戦時特別賃率」による大幅値上げによってようやく国民の旅行熱は沈静化した。

### 第二次世界大戦以後
戦後、日本は朝鮮半島や台湾、満州などの植民地や海外勢力圏の喪失もあり、観光産業は一時落ち込むが､戦後復興とともに所得が増加し、鉄道・道路など交通機関のさらなる進歩、出版物やマスメディアによる旅の情報のさらなる普及により観光業が発展した。戦後には特に観光農園など地域の地場産業と組み合わせた形態の観光業が発達する。
国内観光は新幹線や高速道路網や空港の整備により国民の移動が容易になり、シーズンごとに各交通機関や観光地は余暇を過ごす国民で混雑する。
戦後の混乱から脱し、高度成長期に入ると人々の暮らしにもようやく落ち着きが戻り、温泉地等の観光地には人々がごった返した。企業による慰安旅行も盛んになり、熱海温泉、鬼怒川温泉、南紀白浜温泉、別府温泉等の歓楽地型温泉では旅館ホテルの巨大化が続いた。一方、大阪の万国博覧会を契機に各地で博覧会が開催された。同時代には、結婚観の変化も相まって「新婚旅行」が中流階級以下にも普及し、特に宮崎県が絶大な人気を集めた。
1956年（昭和31年）国民宿舎。
1960年（昭和35年）北海道ブーム。
1962年（昭和37年）国民休暇村。
1970年（昭和45年）大阪万国博覧会。国鉄のキャンペーン「ディスカバー・ジャパン」。小京都ブーム。
1972年（昭和47年）沖縄の日本本土復帰とそれに伴う沖縄ブーム。
その後、1983年（昭和58年）に開業した東京ディズニーランド（TDL）の盛況にならって、各地に外国や童話等をテーマとしたテーマパーク建設が相次いだが、TDLとUSJ以外はいずれも不振である。バブル期は総合保養地域整備法（通称リゾート法）の制定もあり、各地にゴルフ場、リゾートホテル、マリーナ等が計画されたが、バブル崩壊により一部の施設以外は、不振が続いている。

## 外国人観光客による日本観光

### 開国
幕末に日本は開国されたが極東に位置していたことと、島国でさらに日本の東側・南側が大洋という条件、当時の日本への渡航手段は時間のかかる船しか存在しないという技術的問題により、日本への外国からの訪問者は少なかった。それでも、1899年に内地雑居が実施されると、外国人も日本国内で自由に旅行ができるようになり、1912年には日本交通公社が設立された。第一次大戦から第二次大戦の間の戦間期での海外への渡航者は、主に移民や留学生や公用・商用目的のビジネスマンであり、海外旅行は一部富裕層に限られていた。また、訪日する外国人も、政府が雇った欧米からのお雇い外国人や、中国大陸やインドなど比較的近隣のアジアからの移民や留学生が大半であった。

### 第二次世界大戦以後
戦後の占領期、外国人観光客はGHQ関係者とアメリカからの訪日客がそのほとんどであった。占領期の日本にとってインバウンド観光は外貨の獲得手段として期待されており、GHQも日本に自立した経済基盤を持たせる方法としてインバウンドを考えていた。しかし日本政府にとっては、それ以上に文化国家として国際社会へ復帰するための手段として重要なものだった。
戦後、昭和20年代にインバウンド観光の重要性を説いたのは松下幸之助であった。1952年（昭和27年）に立花大亀との対談でインバウンドの意義を初めて語ったのに続いて、1954年（昭和29年）には『文藝春秋』5月号に「観光立国の辨」を寄稿した。松下は観光も広い意味での貿易と言えるとしたうえで、モノの輸出は日本の資源の輸出でもあるが富士山や瀬戸内海のような景観はいくら見ても減ることはない、インバウンドで得た収益を他の産業に投資すれば日本経済を更に活性化できると語っている。更に「この際、思い切って観光省を新設し、観光大臣を任命して、この大臣を総理、副総理に次ぐ重要ポストに置けばいいと思います」とインバウンド観光の重要性を力説した。

### 観光立国推進（2013年 - ）
日本は戦後に大幅な観光収支赤字国だった。かつて（特に1980年代は）外国人にとって日本の物価は非常に高く、一部のお金持ちを除くとなかなか日本に来ることができなかったが、平成に入りデフレ経済で低迷する日本経済に対して新興国が急成長したことで「格安」の国となっていた。2013年に日本政府は観光とは内需だとして観光産業活性化を行った。2013年以降から日本に観光に訪れる外国人は増加し続けており、中でも韓国、中国、台湾など東アジアからの観光客が増えており、彼らだけで訪日者全体の半数を超えている。政府や地方自治体は、彼らの観光誘致に力を入れ始めている。
韓国の中央日報によるとこれらはアベノミクスのおかげであり、東南アジア各国からの日本入国が「爆発的」とも表現できるほど増えていると報道している。日本は同年から東南アジアからの観光客を100万人以上に増やそうと考えている。
また、同年から日本への外国人旅行者数が、初めて1000万人を超えた。2014年6月9日、財務省が発表した2014年4月の国際収支によると、外国人旅行者が日本で使ったお金から、日本人旅行者が海外で使ったお金を差し引いた旅行収支は、黒字を記録した。大阪万博が開かれた1970年以来44年ぶりのことである。更に2014年の年間を通しての旅行収支でも黒字となっており、これは1959年度以来55年ぶりである。
2017年には人口が大きく異なる韓国に日本が訪問者数に3倍の大差をつけた。韓国観光公社調査で同年に海外旅行に出かけた韓国人の29.2％が訪れるという最多訪問国が日本となっている。訪韓日本人客は横ばいなのに訪日韓国人客は2016年比で4割増加し、2017年1-10月の訪日韓国人客は583万8600人で2016年通年の509万302人を超えている。訪日韓国人客は2017年度に毎月平均約60万人いることから、2017年通年で訪日韓国人は過去最多の700万人を超えることが確実視されている。
2017年に訪日外国人は日本史上最高の2869万900人を記録した。これは前2016年より19.3％増加した。前2016年比ロシア人40.8％増、韓国人40.3％増、ベトナム人32.1％増、インドネシア人30％増、香港人21.3％増、中国人15.4％増、など国に偏りがなく増加して国内景気が好況である。中央日報の記者からは最低賃金引き上げで失業率が上がっている韓国と比較して、1998年以降最高の平均賃金引き上げ率が2.41％で月平均賃金値上も7527円で20年ぶりに7500円を超えて、人手不足で失業率が減り続けている日本を羨ましいと報道している。
東洋大の島川崇教授は「免税拡大で観光客が市内各地で100円の商品から数十万円するブランド品までカネを使うように仕向けたことは、日本の内需に恵みの雨だった」として安倍政権の観光政策を評価した。明知大の趙東根教授や西江大経済学部の南周夏など専門家は安倍政権の経済政策に共通するキーワードとして、「実用主義」を挙げている。朝鮮日報は日本は長期不況期には1年ごとに首相が交代して政策も右往左往したが、再登板した安倍晋三首相が堅調な支持を追い風として、一貫した政策を展開して景気が回復してアベノミクスが成功した背景には政治の安定があると報道している。

### 2024年以降の動向
2024年の訪日外国人旅行者数は年間で過去最高の3,687万人となり、訪日旅行消費額は8兆1,257億円と過去最高を記録した。これにより、訪日旅行支出は自動車に次ぐ日本の輸出の重要な構成要素として位置づけられるようになった。さらに、2025年3月までの第1四半期においては1,054万人超の外国人が訪日し、過去最速のペースでの到達を果たして成長の継続が示された。

### 課題とリスク
急成長の一方で、為替相場の変動、特に円高への振れや世界経済の減速が訪日需要の下振れ要因となる可能性があるため、持続的なインバウンド拡大を図るには外的ショックへの対応力強化が求められる。

## 観光資源
日本の世界遺産に関しては厳正保護が目的であり観光化を否定してきたが、2002年にユネスコが「世界遺産と持続可能な観光プログラム」を作成し、保全費用捻出のための収益源として活用する遺産の商品化の方針を発したことで、観光商品化が公認された。これをうけ日本では地域自然資産区域における自然環境の保全及び持続可能な利用の推進に関する法律が成立し、文化遺産・文化財を含め観光の際に保全費用の徴収が可能になり、新設された日本遺産制度のような保護も含めた新たな観光スタイルが提言される。
姫路城、古都京都の文化財、古都奈良の文化財など25の世界遺産があり、ほか魅力としては、新幹線による景勝地や温泉巡りなどがある。

## 訪日の目的
https://www.mlit.go.jp/kankocho/siryou/toukei/syouhityousa.html
- 飲食、買い物、自然、温泉、伝統文化、ミュージアム、旅館、テーマパーク、アニメ・漫画など。

## 海外からの評価
2017年版「旅行・観光競争力レポート」では日本は総合4位であり、同レポートの全90項目中、9項目で世界1位の評価となっている。
トリップアドバイザーによる2014年版「旅行者による世界の都市調査」では、東京が世界1位と発表されている。
アメリカ合衆国の観光雑誌「トラベル・アンド・レジャー」は、「World Best Award」の都市部門で、2014年と2015年、京都市を1位に選出した。
2014年12月21日、CNBCが報じたホテルズドットコムの集計結果によると、アジア太平洋地域の都市別人気順位で、1位は東京、2位は大阪、10位が京都となっている。世界経済フォーラムによる2017年の旅行・観光競争力ランキングで136カ国中スペイン、フランス、ドイツに続く4位の観光大国に変貌した。
2019年、USA Google 今年の検索 [ Trip to...]分野でモルディブに続き2位を記録した。

## 訪日観光客の統計

訪日観光客数(2003-2023年)

日本において、観光に関する統計データとしては、国土交通省が実施しているもののほか、自治体や業界団体等が発表している。国土交通省では、2006年度から宿泊統計調査を行っている（ただし小規模・零細な施設は除外）ほか、消費、宿泊、入込についての観光統計の整備を図っている。
2015年度中の訪日観光客は19,737,409人であった(以下の表は2015年のもの)。
日本を訪れる海外からの観光客数は概ね増加傾向にある。2013年にはそれまで年間目標としていた1,000万人を史上初めて突破、2016年3月には月間200万人を超えた。2019年訪日外客数は3,188万人で過去最高を更新した。2016年、政府は2020年を目途に年間訪日観光客数を4,000万人まで引き上げることを目標としているが、新型コロナウイルスの影響で訪日外国観光客数が激減し、2020年6月16日に発表された観光白書には、2020年に年間訪日観光客数を4,000万人にするという目標の記載がなくなった。
| 順位 | 国名           | 観光客数(人) | 比率(%) |
| ---- | -------------- | ------------ | ------- |
| 1    | 中国           | 4,993,689    | 25.3%   |
| 2    | 韓国           | 4,002,095    | 20.3%   |
| 3    | 中華民国       | 3,677,075    | 18.6%   |
| 4    | 香港（中国）   | 1,524,292    | 7.7%    |
| 5    | アメリカ       | 1,033,258    | 5.2%    |
| 6    | タイ           | 796,731      | 3.7%    |
| 7    | オーストラリア | 376,075      | 1.9%    |
| 8    | シンガポール   | 308,783      | 1.6%    |
| 9    | マレーシア     | 305,447      | 1.5%    |
| 10   | フィリピン     | 268,361      | 1.4%    |
|      | その他         | 2,451,603    | 12.8%   |
|      | 合計           | 19,737,409   | 100%    |

観光に関する統計は、「入込客数」と「消費額」とに大別される。「消費額」は「入込客数」と単価との積で求められる。入込客数は、地域内客と地域外客あるいは宿泊客数と日帰客数とに分けられる。さらに、地域外客の発地別内訳も調査項目に含む。消費額は、宿泊、飲食、土産、その他に分けられ、単価と総額（消費額）とが発表される。ただ、これらの統計は、あくまでも「推計」である。

## 日本人の海外観光
日本は高度経済成長によって、日本人の観光は大きく変化した。国民の所得は増加し、1964年、海外旅行が自由化されたことにより日本人が海外に出国するのは容易になり、それまでは富裕層でなければ難しかった海外旅行は、庶民の手にも届くものとなっていった。日本人の訪問先は海外旅行自由化直後はテレビ番組などの影響でハワイが一番人気であったが、その後世界各地に広がり、旅行の形態も、エコツーリズムや秘境探検、クルーズなど多様化の一途をたどっていた。こうして日本人観光客がいない観光地を探すことの方が困難となる状況となったが、1990年代後半に増加が頭打ちとなる。
2013年まで日本は世界有数の観光赤字国であった。訪日外国人は増加しつつも出国邦人に比べれば少なかったため、国土交通省はビジット・ジャパン・キャンペーン（VJC）、観光庁設置などで訪日観光客の増加を図っていた。